# Cymothoe diphyia
Cymothoe diphyia är en fjärilsart som beskrevs av Karsch 1894. Cymothoe diphyia ingår i släktet Cymothoe och familjen praktfjärilar. Inga underarter finns listade i Catalogue of Life.